# Татяна Етимова
Татяна Емилова Етимова е българска актриса. Активно се занимава с озвучаване на филми и сериали.

## Ранен живот и кариера
Родена е на 5 юли 1984 г. в Златоград.
Завършва актьорско майсторство за куклен театър при професор Дора Рускова в НАТФИЗ „Кръстьо Сарафов“ през 2007 г.
Етимова играе в „Жажда“ в Младежки театър „Николай Бинев“, „Цветни вълшебства“ в Драматично-куклен театър „Васил Друмев“, както и в „Приказни бъркотии“, „По ръба на небето“ (в ролята на Тишо), „Вграждане“ и „Малкият принц“ в Пловдивския куклен театър.
От 9 май 2017 г. играе в „Кофичка с лопатка“ в Столичен куклен театър. От същата година Етимова е официално на щат към театъра.

## Кариера в дублажа
Етимова се занимава с дублаж от 2006 г. Най-активна е в нахсинхронните дублажи на игрални и анимационни продукции. От 2009 г. Етимова е официалният глас на Велма Динкли в България, стартирайки със сериала „Шоуто на Скуби-Ду“ по Cartoon Network.
Измежду другите ѝ роли са агент Медена Роса в „Лабораторията на Декстър“, Санди Чийкс и Карън в „Спондж Боб Квадратни гащи“, Патси Смайлс в „Лагерът Ласло“, Сюзън Тест в „Джони Тест“, Трина Вега във „Викторично“, г-ца Примат в „Невероятният свят на Гъмбол“, главната героиня в „София Първа“, Перла и Рубин в „Стивън Вселенски“, принцеса Стар в „Принцеса Бътърфлай в битка със силите на злото“, Хейзъл Хайди в „Къмпиране“, Аманда в „Бънсен звяра“, Туити в поредицата „Шантави рисунки“, Британи в „Алвин и чипоносковците: Голямото чипоключение“, Аура в „Училище за магии“ и други.
Етимова участва и в озвучаването на сериалите „Антураж“, „Късмет, Чарли!“, „Джеси“, както и южнокорейският „Съкровище в двореца“ и „Амфибия“, където дублира Поли и Саша.
Работи за дублажните студия „Александра Аудио“, „Доли Медия Студио“, „Андарта Студио“, „Про Филмс“, „БНТ“, „Медиа Линк“, „Ви Ем Ес“ и Саунд Сити Студио.
| Актьор           | Заглавия | Роли                                                             |
| ---------------- | --- | ---------------------------------------------------------------- |
| Америка Ферера   | Как да си дресираш дракон Дракони Как да си дресираш дракон 2 Как да си дресираш дракон: Тайнственият свят | Астрид                                                           |
| Ариел Уинтър     | Скъпи Дракула София Първа | Ема София                                                        |
| Би Джей Уорд     | Скуби-Ду и Духът на вещицата (дублаж на Александра Аудио) Скуби-Ду и извънземното нашествие (дублаж на Александра Аудио) Скуби-Ду: Гонитба в компютъра (втори дублаж на Александра Аудио) | Велма Динкли                                                     |
| Боб Бъргън       | Новите шантави рисунки Космически забивки: Нови легенди | Туити                                                            |
| Грей ДеЛайл      | Кръстници вълшебници Какво ново, Скуби-Ду? (дублаж на bTV) Домът на Фостър за въображаеми приятели Скуби-Ду и Кралят на гоблините (дублаж на bTV) Къщата на Шумникови | Вики Мадмоазел Шантел Немесис Вещицата котка Лана Лауд/Шумникова |
| Даниела Моне     | Викторично Кръстници вълшебници – Филмът: Тими Търнър, порасни! Доста странна Коледа | Трина Вега Тути                                                  |
| Диди Магно Хол   | Стивън Вселенски Стивън Вселенски: Филмът Стивън Вселенски: Бъдещето | Перла                                                            |
| Джил Тали        | Спондж Боб Квадратни гащи (дублаж на Александра Аудио) Спондж Боб Квадратни гащи: Филмът (дублаж на студио Доли) Спондж Боб: Гъба на сухо | Карън                                                            |
| Кат Суси         | Лабораторията на Декстър (дублаж на Александра Аудио) Скуби-Ду! Мистерия ООД (дублаж на Медиа Линк) | Агент Медена Роса Нан Блейк                                      |
| Кейт Микучи      | Спокойно, Скуби-Ду! Скуби-Ду: Рицарски терор Патешки истории (сериал, 2017) | Велма Динкли Уеби Вандерквак                                     |
| Кенди Майло      | Домът на Фостър за въображаеми приятели Денят, в който Земята избухна | Сирене Петуния Пиг                                               |
| Керълайн Лоурънс | Спондж Боб Квадратни гащи (дублаж на Александра Аудио) Спондж Боб Квадратни гащи: Филмът (дублаж на студио Доли) Спондж Боб: Гъба на сухо Спондж Боб: Гъба беглец Лагер Корал: Младежките години на Спондж Боб Шоуто на Патрик Звездата | Санди Чийкс                                                      |
| Линда Карделини  | Скуби-Ду (дублаж на Андарта Студио) Скуби-Ду 2: Чудовища на свобода (дублаж на Андарта Студио) | Велма Динкли                                                     |
| Минди Кон        | Какво ново, Скуби-Ду? (дублаж на bTV) Скуби-Ду: Чудовището от Лох Нес Алоха, Скуби-Ду! (дублаж на Александра Аудио) Шаги и Скуби-Ду детективи (дублаж на bTV) Скуби-Ду: Пирати на борда (дублажи на bTV и Александра Аудио) Скуби-Ду: Големият студ (дублажи на bTV и Александра Аудио) Скуби-Ду и Кралят на гоблините (дублажи на bTV и Александра Аудио) Скуби-Ду и Мечът на самурая Батман: Смели и дръзки Скуби-Ду! Мистерия ООД Скуби-Ду: Ужас в лагера (дублаж на Александра Аудио) Скуби-Ду: Маската на Синия сокол (дублаж на Александра Аудио) Скуби-Ду: Сценична треска (дублаж на Александра Аудио) | Велма Динкли                                                     |
| Никол Джафи      | Новите филми за Скуби-Ду Скуби-Ду: Легенда за вампира (дублаж на Александра Аудио) Скуби-Ду: Чудовището от Мексико (дублаж на Александра Аудио) | Велма Динкли                                                     |
| Хейли Киоко      | Скуби-Ду: Мистерията започва (дублаж на Медиа Линк и Александра Аудио) Скуби-Ду: Проклятието на езерното чудовище (дублаж на Александра Аудио) | Велма Динкли                                                     |

### Анимационни сериали (войсоувър дублаж)
- „Давай, Диего!“, 2012
- „Ни Хао, Кай Лан“, 2011
- „Скуби-Ду! Мистерия ООД“ (дублаж на Медиа Линк) – Велма Динкли, 2014

### Анимационни сериали (нахсинхронен дублаж)
- „7 Д“ – Кралица Прекрасна
- „Power Players“ – Зоуи
- „Аватар: Повелителят на четирите стихии“ (дублаж на Александра Аудио)
- „Амфибия“ – Поли и Саша, 2019
- „Бънсен звяра“ – Аманда, 2017
- „Големите шпионки“ (дублаж на Доли Медия Студио), 2013
- „Гръмотевичните котки“, 2012
- „Джони Тест“ (втори дублаж на Доли Медия Студио) – Сюзън Тест, 2011
- „Домът на Фостър за въображаеми приятели“ – Сирене, 2009
- „Дора изследователката“ (дублаж на Александра Аудио) – Дора (вокал), 2013
- „Дора и приятели“ - Дора, 2015
- „Евър Афтър Хай“ – Лизи Хартс
- „Зу Зу“, 2017
- „Крейг край реката“ – Джесика
- „Кръстници вълшебници“ – Вики
- „Лабораторията на Декстър“ (дублаж на Александра Аудио) – Медена Роса, 2012
- „Лагерът Ласло“ – Патси Смайлс
- „Малките шантави рисунки“ – Малкият Туити, 2022
- „Мега-чудесата на Калинката и Черния котарак“ – Клоуи/Кралицата Пчела и Аликс/Бъникс
- „Мики и приятели състезатели“ – Други гласове
- „Невероятният свят на Гъмбол“ – г-ца Примат, 2012
- „Остров Пълна драма“
- „Призракът и Моли Макгий“ – Моли Макгий, 2022
- „Принцеса Бътърфлай в битка със силите на злото“ – Принцеса Стар
- „Пълна Драмарама“ – Бриджит
- „Супергероините на DC“ – Други гласове
- „Финиъс и Фърб“ – Стейси
- „Чудовищен плаж“ – Жан
- „Шантави рисунки-мисунки“ – Туити и Петуния Пиг, 2021
- „Шоуто на Шантавите рисунки“ – Туити, Петуния и Други гласове, 2011-2013

### Игрални сериали (войсоувър дублаж)
- „Антураж“
- „Герои с опашки“, 2022
- „Кой кой е?“, 2019
- „Красива лъжа“, 2025
- „Лудориите на лошото момиче“, 2025
- „Мария Феликс: Мексиканската дива“, 2025
- „Подписано с кръв“, 2025
- „Съкровище в двореца“, 2018

### Игрални сериали (нахсинхронен дублаж)
- „100 неща за правене преди гимназията“, 2016
- „Бавачката ми е вампир“, 2011
- „Геймърки“ – Кензи Бел
- „Джеси“ – Други гласове
- „Къмпиране“ – Хейзъл Хайди
- „Късмет, Чарли!“ – Други гласове
- „Ники, Рики, Дики и Дона“ - Ники
- „Опасния Хенри“ – Други гласове

### Анимационни филми (войсоувър дублаж)
- „Гарванчето Чорапчо на лов за изгубеното съкровище“, 2022
- „Ела, изпей!“ (дублаж на студио VMS), 2019
- „Ранго“ (дублаж на Про Филмс) – Бийнс (Айла Фишър), 2022
- „Том и Джери: Робин Худ и неговият весел мишок“ (дублаж на Доли Медия Студио), 2013
- „Тролчета“ (дублаж на студио VMS), 2019
- „Шпиони: Двама уникални агенти“, 2021

### Анимационни филми (нахсинхронен дублаж)
- „101 далматинци II: Приключението на Пач в Лондон“ – Други гласове, 2008
- „Алвин и чипоносковците: Голямото чипоключение“ – Британи (Кристина Апългейт), 2015
- „Барби в приказна история за модата“, 2010
- „Барби в приказката за малката русалка“, 2010
- „Барби с коледни песни“ – Тами, 2008
- „Гномео и Жулиета“ (дублаж на Александра Аудио) – Други гласове, 2011
- „Гномчета вкъщи“ – Клоуи, 2018
- „Ела, изпей!“ (дублаж на Александра Аудио) – Беки, 2016
- „Играта на играчките: Пътешествието“ – Кикотка Тръпчинска, 2019
- „Изумителният Морис и неговите образовани гризачи“, 2022
- „Лего Нинджаго: Филмът“, 2017
- „Ледена епоха 4: Континентален дрейф“ – Рац, 2012
- „Малкият вампир“ – Ана Саквил-Баг, 2017
- „Миньоните“ (дублаж на Александра Аудио) – Тина, 2015
- „Мегаум“ – Други гласове, 2010
- „Ой, къде изчезна Ной! 2“ – Други гласове, 2022
- „Овца или вълк 2: Голям прас“ – Други гласове, 2019
- „Отнесена от духовете“ – Чихиро, 2012
- „Пингвините от Мадагаскар“ – Други гласове, 2014
- „Приключението на мумиите“ – Секхем, 2023
- „Ранго“ (дублаж на Александра Аудио) – Бийнс, 2011
- „Сами вкъщи“ – Други гласове, 2016
- „Семейство Адамс“ – Други гласове, 2019
- „Смърфовете 2“ – Лепка (Кристина Ричи), 2013
- „Снежната кралица 3: Огън и лед“ – Други гласове, 2017
- „Спайдър-Мен: В Спайди-вселената“ – Пени Паркър, 2018
- „Супергероините на DC: Интергалактически игри“ (дублаж на студио Про Филмс) – Лашина, 2022
- „Супергероините на DC: Контролирано съзнание“ – Катана и Лашина, 2022
- „Супергероините на DC: Герой на годината“ – Катана, Алура и Лейди Шива, 2023
- „Тайните служби на Дядо Коледа“ – Брайъни, 2011
- „Тайният свят на Финик“, 2023
- „Чаровният принц“ – Пепеляшка, 2018
- „Червената обувчица и седемте джуджета“ – Други гласове, 2020
- „У дома“ (дублаж на Александра Аудио) – Други гласове, 2015
- „Уинкс: Мистерия на дълбините“ – Стела, 2011
- „Университет за таласъми“ – Кери от Питон-Ни-Капа, 2013
- „Училище за магии“ – Аура, 2022
- „Шантаво семейство 2“, 2022
- „Щъркелчето Ричард“ – Други гласове, 2017

### Игрални филми (войсоувър дублаж)
- „Ах, тази Мери“ (дублаж на Андарта Студио) – Мери Дженсън (Камерън Диас), 2019
- „Баровки“ (дублаж на Александра Аудио) – Шер Хоровиц (Алисия Силвърстоун), 2010
- „Бебето беглец“ (дублаж на Андарта Студио) – Гилбъртайн (Синтия Никсън), 2019
- „Бейб“ (дублаж на Андарта Студио), 2022
- „Бейб в града“ (дублаж на Андарта Студио), 2022
- „Биби и Тина: Момичета срещу момчета“, 2022
- „Биби и Тина: Напълно омагьосани“, 2022
- „Биби и Тина: Пълно тохувабоху“, 2022
- „Звезда: Никога не спирай“, 2019
- „Мис таен агент 2“, 2010
- „Почти магия“, 2019
- „Тайният живот на пчелите“ (дублаж на Андарта Студио) – Лили Оуенс (Дакота Фанинг)

### Игрални филми (нахсинхронен дублаж)
- „Господарка на злото 2“ – Други гласове, 2019
- „Звезден сблъсък“ – Ейджей, 2010
- „Ледена принцеса“ (дублаж на Александра Аудио) – Други гласове, 2011
- „Мармадюк“ (дублаж на Александра Аудио) – Барбара Уинслоу (Керълайн Съншайн), 2010
- „Междузвездни войни: Епизод VIII - Последните джедаи“ – Други гласове, 2017
- „Мъпетите“ – Други гласове, 2012

### Документални поредици
- „Националните съкровища на Чехия“, 2019

### Телевизионни предавания
- „Шоуто на Греъм Нортън“, 2018

## Личен живот
Омъжена е за своя колега и състудент Росен Русев. Семейството има две деца.